# El Señor de los Anillos: juego de cartas coleccionables
El Señor de los Anillos (Lord of the Rings: Trading Card Game en su título original en inglés, frecuentemente abreviado como LOTR TCG) es un juego de cartas coleccionables basado en las películas de Peter Jackson sobre la novela El Señor de los Anillos de J. R. R. Tolkien. Fue editado por la compañía de juegos Decipher en noviembre de 2001.
En 2002, El Señor de los Anillos: juego de cartas coleccionables ganó dos Premios Origins:
- al Mejor juego de cartas coleccionables de 2001; y
- a la Mejor presentación gráfica de un juego de cartas de 2001.

Este juego también tiene una versión en línea, con idéntica mecánica, y en la que las "cartas en línea" también están a la venta. Sin embargo, como la impresión del juego en papel se ha cancelado, también se ha parado la venta de "cartas en línea", y se ha programado el apagado de los servidores del juego en junio de 2010.

## Mecánica del juego
Este juego es mucho más fácil de jugar que Señor de los Anillos: Tierra Media, ya que ve reducida sus reglas a unas más simples[cita requerida]. Este juego se basa en que Frodo (como portador del Anillo Único) debe hacer frente a los peligros de los siervos y para ello necesitará la ayuda de sus compañeros que le defenderán y ayudarán a completar su tarea, llevar el Anillo a salvo al último sitio (en LOTR TCG se juega con un camino de aventura) y así ganar el juego.
Hay tres formas de ganar:
- llegar al sitio 9 (último) con Frodo y el Anillo a salvo,
- que el Frodo del oponente se corrompa a causa de algunas cartas o del combate, o
- que el Frodo del oponente muera, a menos que el oponente tenga a Sam quien también podría llevar el Anillo.

### Tipos de cartas
Las cartas del juego pueden ser:
- Personajes: que se dividen en:
  - Compañeros: personajes que ayudan a Frodo a llevar el Anillo al último sitio, alejándolo de los peligros. Solo se puede tener nueve compañeros en tu Comunidad. La mayoría son únicos.
  - Siervos: personajes que obstruyen el camino del Frodo del oponente, haciendo más difícil su tarea.
  - Aliados: personajes que ayudan a tu Comunidad en sus combates cuando esta está en su sitio hogar respectivo. Los aliados son cartas de gentes libres.
- Sitios: cartas que representan los lugares por los que pasan los personajes. Tienen habilidades especiales. Están numerados del 1 al 9. Hay dos sitios que son refugios donde es posible curar heridas de los personajes.
- Posesiones: elementos usados por los personajes, como armas o armaduras. Se colocan usualmente debajo del personaje que las porta.
- Artefactos: artilugios mágicos usados generalmente para ayudar a los personajes de una forma más efectiva. Se colocan bajo un personaje o en el área de apoyo.
- Eventos: acontecimientos que suceden en la Tierra Media. Se descartan después de haber sido jugados.
- Condiciones: suceden en un momento crítico. Se quedan en juego, bajo una carta o en el área de apoyo.

### Fases del juego
Cada ronda de juego consta de siete fases:
- Fase de Comunidad: en esta fase el jugador de gentes libres (o sea el que controla la Comunidad) puede jugar este tipo de cartas (círculo gris en el coste de penumbra), pagando su coste de penumbra (agregando contadores de penumbra al fondo de penumbra) y luego su Comunidad se puede mover hacia adelante en el camino de aventura.
- Fase de Sombra: el jugador de Sombra (o sea quien controla a los Siervos) puede jugar cartas de Sombra (rombo negro en coste de penumbra) pagando sus costes de penumbra (quitando contadores de penumbra del fondo de penumbra).
- Fase de maniobra: esta fase solo puede ser usada para jugar cartas que indiquen que se pueden jugar exactamente en esta fase, partiendo por el jugador de gentes libres.
- Fase de arquería: todos los jugadores de Sombra cuentan sus Siervos con la palabra clave Arquero, estas serán las heridas totales que el jugador de gentes libres deberá repartir como quiera entre sus compañeros. Luego es el turno del jugador de gentes libres de infligir daño; para ello él contará sus compañeros y aliados con la palabra clave Arquero e infligirá heridas igual a esta cantidad sobre los siervos de un solo jugador de Sombra.
- Fase de asignación: cada compañero deberá defenderse contra uno de los siervos del oponente, a menos que ese personaje tenga la palabra clave Defensor+1. No se puede dejar ningún siervo sin asignar.
- Fase de escaramuza: cada compañero asignado entonces se enfrentará con el siervo correspondiente en una escaramuza separada. El ganador de cada escaramuza infligirá un daño sobre la vitalidad del perdedor, a menos que en el texto del ganador aparezca la palabra clave Daño+1, que haría un daño más al perdedor. Si hay un empate el siervo gana.
- Fase de reagrupación: en esta fase el primer jugador de Sombra a tu izquierda, puede descartar cartas de su mano para luego robar cartas de su mazo; y así sucesivamente hasta llegar al último. Luego el jugador de gentes libres puede hacer dos cosas:
  - Moverse de nuevo por el camino de aventura, o
  - Hacer lo mismo que el jugador de Sombra, luego que él o ellos se descarten todos sus siervos en juego.

## Ilustración de las cartas
Además de fotogramas de las películas en las que se basa el juego, que fueron las únicas ilustraciones de las primeras ediciones, las cartas coleccionables contienen imágenes de objetos de la novela que no aparecen en las películas, creadas por Weta Workshop en 2004.